# 7182 Робінвон
7182 Робінвон (7182 Robinvaughan) — астероїд головного поясу, відкритий 8 вересня 1991 року.
Тіссеранів параметр щодо Юпітера — 3,143.